# Graffitis de Cuvry
Les graffitis de Cuvry étaient deux graffitis  de grande taille réalisés par l'artiste de rue italien Blu, qui figuraient parmi les graffitis les plus célèbres de Berlin. Ils étaient situés sur deux murs coupe-feu au bord de l'ancienne Cuvrybrache à Berlin-Kreuzberg. Le village de tentes et de cabanes situé sur le terrain vague avait régulièrement fait la une des journaux en tant que « premier bidonville de Berlin » jusqu'à ce qu'il soit nettoyé en septembre 2014 après un incendie. Moins pour protester contre le développement prévu du site par un nouvel investisseur que pour dénoncer la politique d'urbanisme et le traitement de l'art à Berlin, les graffitis ont été repeints à la peinture noire en décembre 2014 en accord avec l'artiste Blu.

## Localisation sur la friche de Cuvry

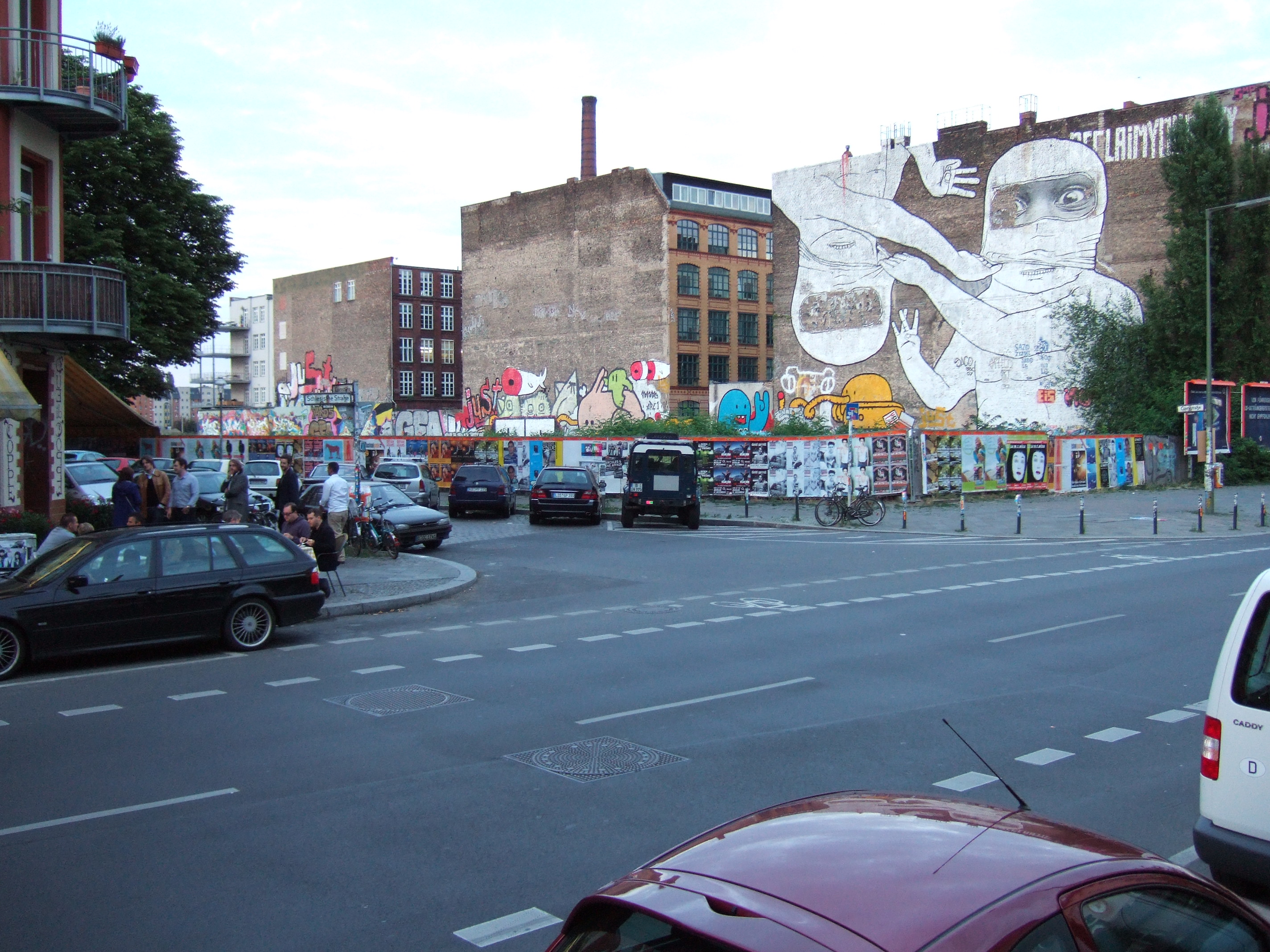
La Cuvrybrache 2008. Un graffiti de Blu est toujours manquant.

L'ancienne Cuvrybrache (friche de Cuvry) était située à l'est de la SchlesischesTor et de l'Oberbaumbrücke. Cette zone, qui s'étend sur environ 12 000 m2, est située à l'extrémité nord de la Cuvrystrasse et s'étend de la Schlesischen Straße jusqu'aux rives de la Spree. Le site fait partie du projet controversé des investisseurs de Mediaspree, qui prévoit l'installation d'entreprises de communication et de médias le long d'une partie du talus de la Spree. Des immeubles de bureaux, des lofts, des hôtels et d'autres nouveaux bâtiments ont ensuite été construits sur des terrains qui avaient été en grande partie inutilisés ou temporairement utilisés.
Sur la friche de Cuvry, où se trouvait autrefois un bunker, le projet jeunesse et culture YAAM (Young African Art Market) a commencé ses travaux vers 1995 et a ouvert l'un des premiers bars de plage de Berlin. En 1998, la JAAM a dû faire place au projet de centre commercial « Cuvry-Center ». Comme l'arrondissement de Friedrichshain-Kreuzberg était contre le centre, le sénateur de la construction de l'époque, Peter Strieder, a retiré l'autorité de planification du quartier et a transféré la responsabilité au département du développement urbain du Sénat. Après l'insolvabilité de l'investisseur, les nouveaux propriétaires ont prévu de construire deux bâtiments de cinq étages de 160 mètres de long et trois étages supplémentaires superposés. Ils devaient être construits dans le style traditionnel du Kontorhaus et s'ouvrir sur la Spree. Ils devaient être utilisés pour des lofts de bureaux, des petits commerces et de la gastronomie. Le permis de construire pour le projet est accordé en 2002, mais les plans sont d'abord tombés à l'eau.
En 2011, le site est devenu la propriété de l'entrepreneur immobilier Artur Süsskind (époux de Lala Süsskind), basé à Berlin. Il avait initialement prévu d'y construire un complexe résidentiel avec une garderie et un supermarché. Cependant, le Sénat a raté la construction de logements sociaux dans les plans.
Lorsque le BMW Fondation Solomon R. Guggenheim Lab a voulu s'installer sur le terrain vague pendant quelques semaines en 2012, des tentes de protestation ont été montées. Après de vives critiques de la part des habitants, le laboratoire s'est installé au Pfefferberg, dans le quartier de Berlin-Prenzlauer Berg. Les premières tentes de protestation se sont transformées en un bidonville comptant jusqu'à 200 habitants de différents pays, parmi lesquels des sans-abri, des bon vivants, des Bulgares qui ont dû quitter l'ancienne fabrique de glace de la Köpenicker Straße et des familles roms, selon le Berliner Zeitung. Lorsque le village est devenu de plus en plus stigmatisé comme "favela de Kreuzberg" après des actes de violence, des incendies et de la négligence, et qu'il a également perdu le soutien du quartier de Kreuzberg, le nouveau propriétaire et la police de Berlin ont envisagé l'expulsion.
En 2013, le Land de Berlin, en consultation avec Süsskind, a élaboré un plan de développement pour la construction, entre autres, d'appartements «socialement acceptables» et d'une zone riveraine librement accessible ainsi que d'un espace commercial dans la Schlesische Straße. En septembre 2014, un incendie s'est déclaré dans le village après une dispute entre les habitants. La police a alors bouclé la zone et l'a remise au propriétaire. Les tentes et cabanes en bois provisoires ont été démolies, les terrains vagues ont été défrichés, nivelés et clôturés,, Süsskind s'est prononcé contre les plans de Berlin au printemps 2016 et a annoncé qu'il voulait réaliser le projet de construction sous le nom de «Cuvry Campus» avec l'approbation de 2002. Un contrat a été signé avec la société de vente par correspondance de mode Zalando, qui voulait emménager dans 34 000 mètres carrés de bureaux à partir de la fin 2019, ce qui a de nouveau provoqué des protestations de la part des habitants. La société s'est retirée du contrat en mars 2018, car « les délais et les étapes prévus au contrat n'ont pas été respectés de la part de Cuvrystraße 50-51 Berlin GmbH ».

## Graffiti de Blu de 2007/2008.
Les deux graffitis de l'artiste de rue italien Blu ont été créés en 2007/2008 et s'étendent sur les pare-feu (murs extérieurs latéraux sans fenêtre) de deux blocs de maisons adjacents à la friche. Blu a créé la première peinture à l'été 2007 dans le cadre de « Planet Prozess », un projet d'exposition sur les arts de rue de l'association artistique berlinoise Artitude. Les deux peintures murales montraient des figures blanches. Un tableau représentait le torse sans tête d'un homme portant une montre en or à chaque poignet. Les montres étaient façonnées comme des menottes et reliées par une chaîne en or. Avec ses mains liées, l'homme redressa sa cravate.

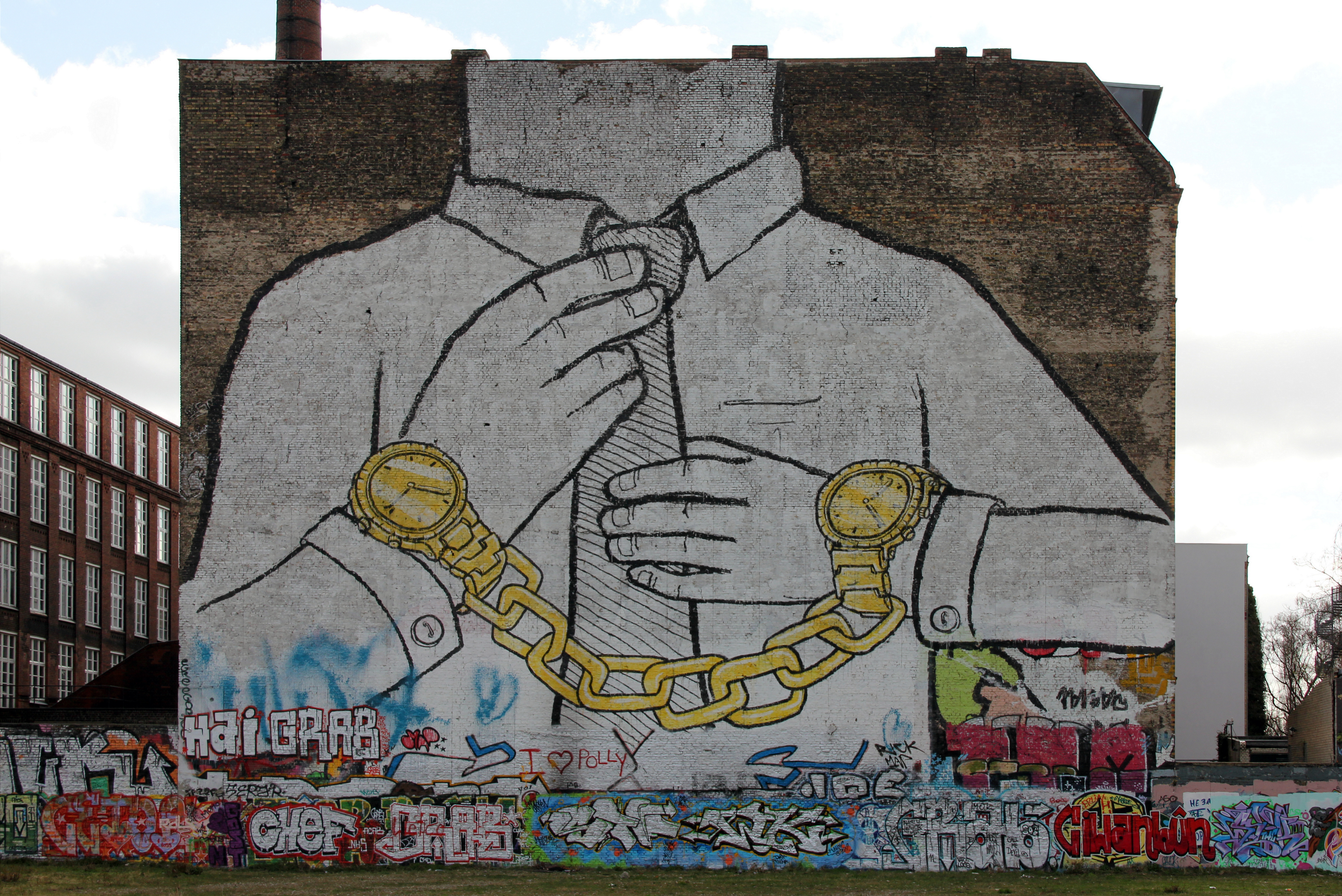
L'homme menotté, 2012

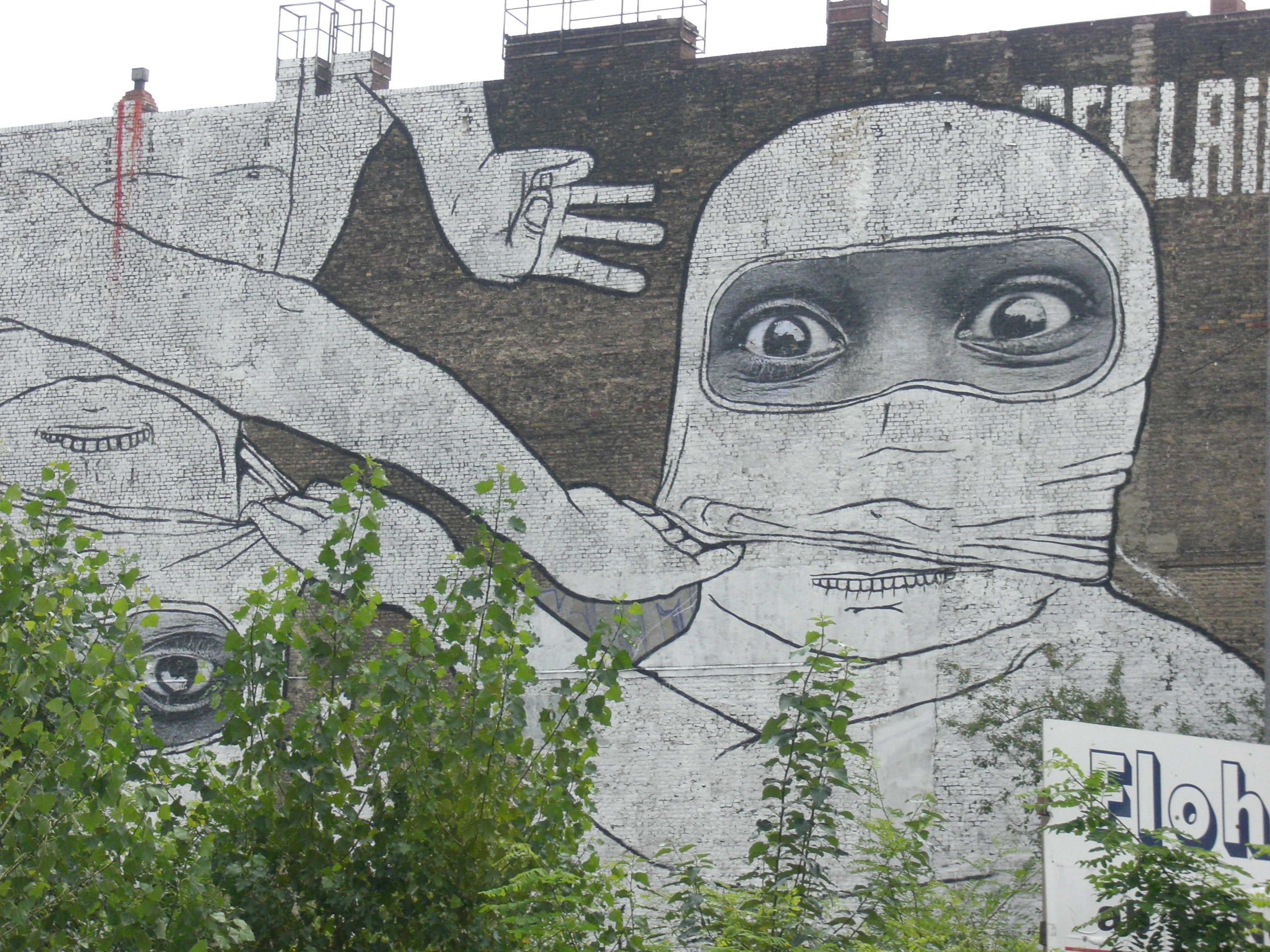
Le Maskenbild en version originale

L'autre graffiti montrait deux figures masquées, l'une se tenant sur la tête. Tous deux ont étendu les mains et arraché les masques de la tête de l'autre. Avec les doigts de leurs mains libres, les figures formaient un W et un E - les signes américains pour Eastside et Westside, pour East et West. A quelques mètres de là, sur les rives de la Spree, se dresse le mur de Berlin. Le Süddeutsche Zeitung a donc écrit : « Le motif, une déclaration sur la transformation de la ville autrefois divisée, a fait le tour du monde. Aujourd'hui, l'image est considérée comme un symbole du statut de Berlin en tant que capitale des arts de la rue ». Cette image était à l'origine une œuvre de collaboration entre le Blu et l'artiste de rue français JR, connu pour son œuvre The Wrinkles of the City, également présente à Berlin, et lauréat du prix TED 2011, d'une valeur de 100 000 dollars. JR avait contribué à la réalisation des parties des yeux à bord noir, qui, dans la version originale, étaient exposées dans les masques de plongée. Après que la pluie ait largement emporté les yeux, Blu les a remplacés par les masques de plongée qui lui sont désormais familiers. Blu et JR ont laissé le slogan Reclaim Your City au-dessus de l'image, qui était déjà présente sur le mur du bâtiment , Le slogan est considéré dans le monde entier comme une expression des mouvements de protestation urbaine pour le pouvoir et la participation dans l'espace urbain .

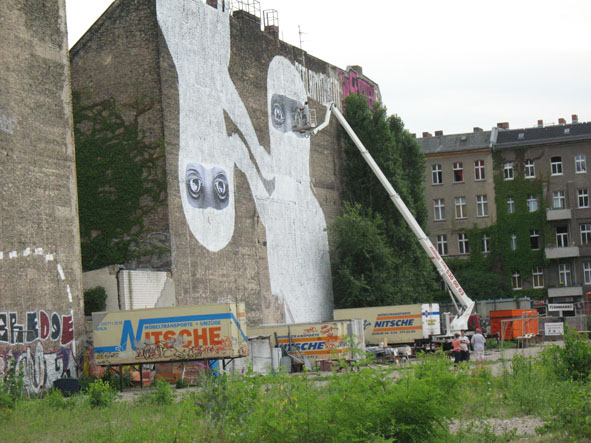
Le graffiti est mis en place

Selon le Spiegel Online, les images sont devenues une partie du paysage urbain, un motif de photo, un culte - et un symbole du terrain vague sur les rives de la Spree à Kreuzberg. Préoccupés par la persistance des images après le nivellement de la friche, les partisans ont rassemblé plus de 7000 signatures dans une pétition en ligne d'ici décembre 2014, dans le but de faire classer les images comme monuments historiques.

## Peinture en décembre 2014
Dans la nuit du 11 au 12 décembre 2014, plusieurs hommes sont arrivés avec deux plates-formes élévatrices et des rouleaux de peinture et ont repeint les images avec de la peinture noire. Il ne restait plus que le slogan Reclaim Your City et un doigt d'honneur, qui fut plus tard également repeint. Le scientifique berlinois Lutz Henke, cofondateur de l'association d'artistes Artitude, revendiqua la responsabilité de l'action. Il a déclaré que cette action visait à rappeler aux gens la nécessité de préserver des lieux abordables et vivants dans la ville. Henke a également écrit : « Sept ans après la création des peintures murales monumentales, il était temps pour elles de disparaître - comme l'époque de Berlin qu'elles représentaient ».

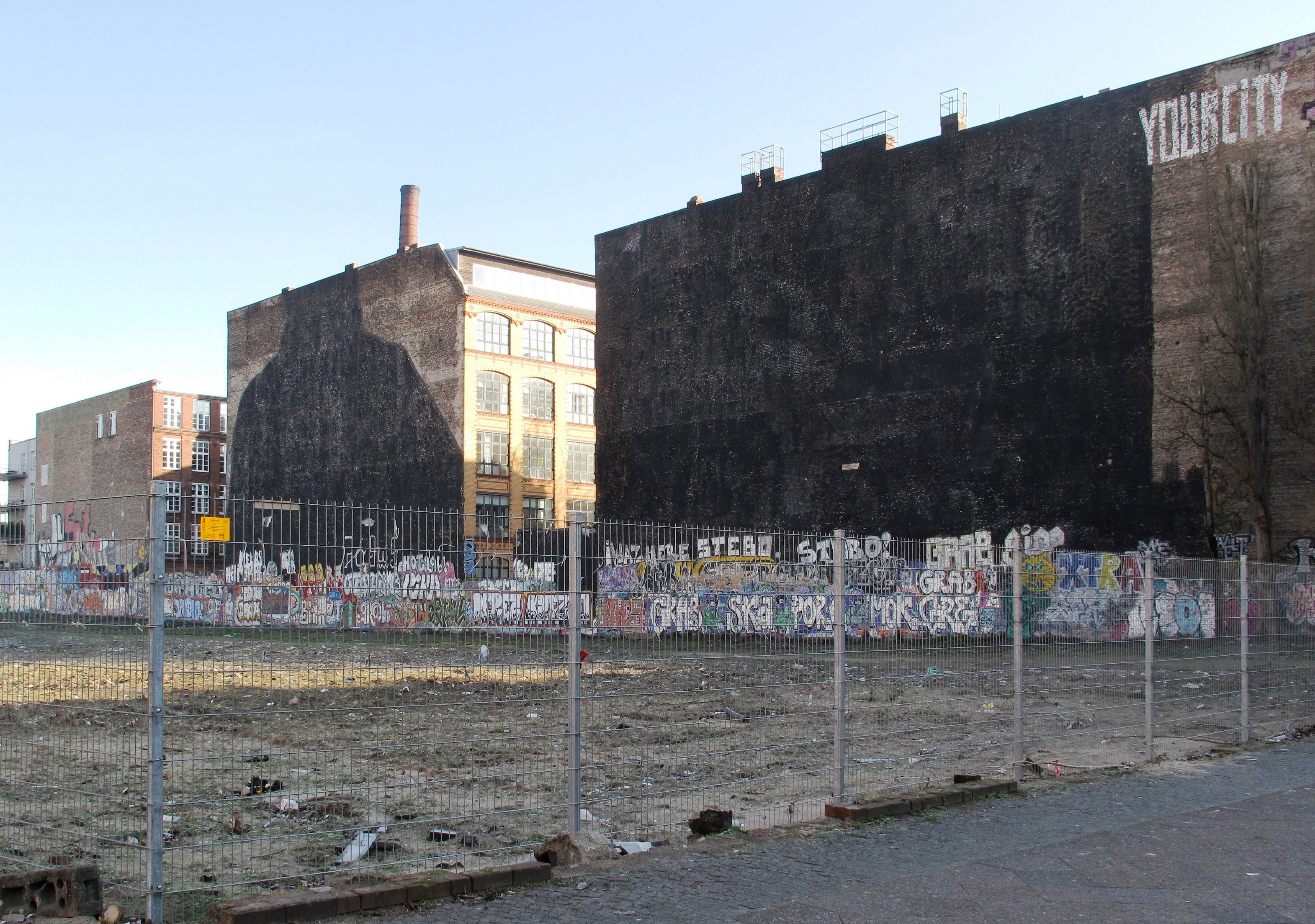
Les façades après la peinture. Votre ville à partir du slogan Reclaim Your City.

La peinture a été faite avec l'accord de Blu. Selon les médias, Blu aurait voulu empêcher l'investisseur immobilier de capitaliser sur ses œuvres d'art. Cependant, Henke, qui était déjà impliqué dans la création des tableaux en 2007/2008, ne voulait pas que l'action se réfère uniquement à l'investisseur individuel ou au défrichement de la friche de Cuvry,,. Il a plutôt déclaré que c'était un signal contre l'échec du développement urbain dans son ensemble et contre le traitement de l'art à Berlin. Une époque berlinoise s'explique bien par les murs noirs. Dans une interview, il a partagé :

« Pour nous, il ne s'agit pas seulement de la gentrification - nous ne voulons certainement pas crier de manière populiste « tout va mal » sans nous occuper des processus. Mais c'est un symbole qui peut être utilisé pour illustrer et montrer beaucoup de choses. [...] Il y a une exploitation permanente des arts de la rue - par la ville de Berlin, par le marketing de la ville et l'administration du quartier, par exemple. Dans le domaine des arts de la rue, une industrie a émergé qui obéit à une logique d'exploitation ; au plus tard depuis qu'il existe des guides de voyage ou des graffitis sur les arts de la rue et que les arts de la rue ont été absorbés dans le marketing des villes. Ne nous méprenons pas : Cet art est là pour être vu. Mais il est absurde d'exploiter l'art d'une part, mais d'autre part de ne pas parvenir politiquement à maintenir les conditions d'un art indépendant dans la ville et à faire en sorte que cet art ait de l'espace à l'avenir. C'est un phénomène similaire à ce que vit également la coalition Freie Szene : nous contribuons activement à la valeur ajoutée de la ville, mais rien ne revient. »

— Lutz Henke dans une interview avec taz, le 19 décembre 2014.
Selon le récit de Henke, le mur noir n'est pas non plus censé être une déclaration d'impuissance, car il a déjà été interprété. Au contraire, c'est une démonstration de la capacité d'agir. Le bon art ou le bon street art se caractérise également par le fait qu'il fonctionne par rapport à une situation et n'est pas simplement illustratif. Le Léviathan, la fresque murale de Blu (également appelée Pink Man, Blu's Backjump Mural), située au bout de la Falckensteinstraße, est toujours présente (en 2015). On marche vers l'incontournable géant rose en quittant l'Oberbaumbrücke en direction de Kreuzberg.